# 德斯皮娜·乔治亚祖
德斯皮娜·乔治亚祖（希臘語：Δέσποινα Γεωργιάδου，1991年6月22日—）是一名希腊女子击剑运动员，主攻佩剑，曾就读于派迪昂大學。她先前曾接触数项运动，2003年时透过现代五项了解到击剑运动，后来她便开始练习击剑。2023年，她在世界排名中位列第二，成为历史上首位在世界排名中进入前三的希腊击剑运动员。